# Kermesia plurimaculata
Kermesia plurimaculata är en insektsart som beskrevs av Synave 1961. Kermesia plurimaculata ingår i släktet Kermesia och familjen Meenoplidae. Inga underarter finns listade i Catalogue of Life.